# Kusti (Zoroastrismus)

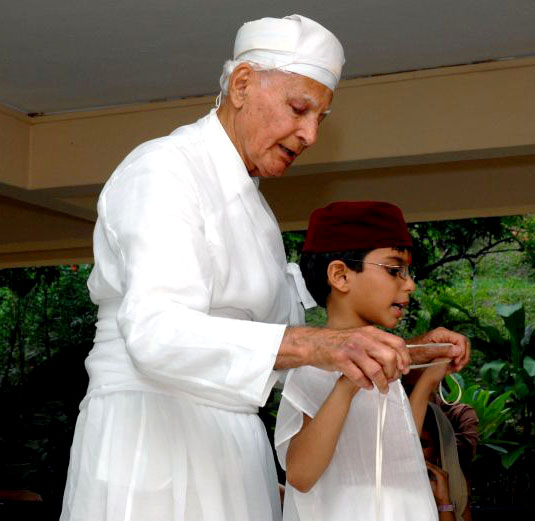
Ein Priester unterweist in der Navjote-Zeremonie einen Knaben beim Binden des Kusti.

Der Kusti ist ein Gürtel, den die Anhänger der zoroastrischen Religion über dem Unterhemd, dem Sedre, um die Hüfte tragen. Es handelt sich um eine aus 72 Fäden aus feiner, weißer Lammwolle bestehende Schnur, was als Hinweis auf die 72 Kapitel des Yasna, des zentralen Textes der Avesta, gedeutet wird.
Im Rahmen des Padyab-Kusti, eines mehrmals täglich durchzuführenden kurzen Reinigungsrituals, stellt sich der Gläubige zunächst vor einer Lichtquelle auf, löst dann den Kusti, um ihn anschließend unter Aufsagen mehrerer Ritualtexte erneut zu binden, was durch zweimaligen Doppelknoten vor dem Bauch und im Rücken erfolgt.
Das Tragen von Sedre und Kusti ist das identifizierende Merkmal des zoroastrischen Gläubigen. Dementsprechend hat das Navjote-Ritual, die zeremonielle erstmalige Bekleidung mit Sedre und Kusti, den Charakter einer Initiation in die Religionsgemeinschaft.